# Sói Ezo
Chó sói Ezo Ezo Ōkami (エゾオオカミ（蝦夷狼） Ezo Ōkami, danh pháp ba phần Canis lupus hattai) hay Chó sói Hokkaidō là một phân loài đã tuyệt chủng của sói xám Canis lupus. Chó sói Ezo và chó sói Nhật Bản là hai phân loài của sói xám sinh sống tại vũng lãnh thổ của Nhật Bản, và cả hai phân loài này đều đã tuyệt chủng trước sự săn bắn và tàn phá môi trường của con người.
Phân loài sói đặc hữu này sinh sống ở đảo Hokkaidō. So với sói Nhật Bản, sói Ezo có kích thước lớn hơn và gần bằng kích thước của sói xám thông thường, và nó cũng trông giống sói xám hơn là sói Nhật Bản. Hộp sọ của chúng lớn và mạnh mẽ, với răng nanh dài, cong và hình thể rất giống với sói xám. Bộ lông sói Ezo thường có màu xám. Giống như sói Nhật Bản, sói Ezo là hậu duệ của phân loài sói Sibir ở đại lục Á-Âu, vì vậy sói Ezo vẫn giữ kích thước gần bằng với tổ tiên to lớn của chúng.
Sói Ezo bị lọt vào "danh sách đen" vào thời kỳ Minh Trị, nguyên do là triều đình Minh Trị cho rằng chúng làm hại đến ngành chăn nuôi gia súc (mà nhà nước đang khuyến khích). Triều đình treo thưởng lớn cho những tay thợ săn, đồng thời sử dụng thuốc độc ở quy mô lớn nhằm hủy diệt nơi sống của sói Ezo. Đồng thời, trong thời gian này Hokkaidō đang trong quá trình phát triển mạnh về cơ sở hạ tầng và điều này khiến môi trường sống của sói Ezo bị tàn phá kinh khủng. Đến năm 1889, chỉ 21 năm sau khi Minh Trị Thiên hoàng đăng cơ, loài sói này đã bị tuyệt chủng.
Sau đó, nhiều lần người dân đã thông báo là nhìn thấy những con sói Ezo còn sống sót, nhưng chưa có bằng chứng nào khẳng định những thông báo đó. (xem thêm ẩn động vật học)